# Sandra Hess
Sandra Hess, née le 27 mars 1968 à Zurich, est une actrice suisse.

## Biographie
Elle commence comme modèle ou à la télévision commerciale dès ses 15 ans. Après le lycée, elle étudie le droit à l'Université de Zurich, mais n'y persévère pas, se rendant aux États-Unis pour une carrière d'actrice. 
S'établissant à Los Angeles, elle suit des cours d'art dramatique. Elle fait sa première apparition remarquée dans Encino Man (1992). Elle se voue aux films d'action du cinéma, tels Mortal Kombat : Destruction finale (1997), ou également de la télévision (Nick Fury: Agent of SHIELD 1998), ou par des rôles d'invitée dans les séries Loïs & Clark : Les nouvelles aventures de Superman (1993), Sliders (1995) ou SeaQuest, police des mers (SeaQuest DSV 1993). Elle joue habituellement dans Pensacola: Wings of Gold (1997), où elle incarne Alexandra « Ice » Jensen. 
Sandra Hess est souvent présente dans le magazine hebdomadaire suisse Schweizer Illustrierte dans la rubrique Hollywood Report.

### Vie privée
Elle vit avec son compagnon Michael Trucco à Los Angeles.

## Filmographie

### Cinéma
- 1992 : L'Homme d'Encino (Encino Man) : Cave Nug
- 1993 : The Big Gig : Sandy
- 1994 : Endangered : Kate
- 1996 : Beach House : Alex
- 1997 :  Le Veilleur de nuit : Une étudiante
- 1997 : Mortal Kombat : Destruction finale (Mortal Kombat: Annihilation) : Sonya Blade
- 2002 : Face Value : Cat Nelson
- 2004 : Gargoyle : Jennifer Wells
- 2006 : One Way : Dr.Eveline Sage
- 2008 : Remarkable Power : Cynthia West

### Télévision
- 1995 :
  - SeaQuest, police des mers (SeaQuest DSV série télévisée) épisode Something in the Air : Dr. Karen Sommers
  - Lois & Clark : Les nouvelles aventures de Superman (Lois & Clark: The New Adventures of Superman série télévisée) épisode Super Mann : Lisa Rockford
- 1996 :
  - Un privé à Malibu (Baywatch Nights série télévisée) épisode Takeover : Nicki Schachter
  - Surfers détectives (High Tide série télévisée) épisode Big Brother : Mary McAdams
  - Dar l'invincible III : L'Œil de Braxus (Beastmaster: The Eye of Braxus téléfilm) : Shada
- 1998 :
  - Highlander (série télévisée) épisode Deadly Exposure : Reagan
  - Nick Fury: Agent of SHIELD  (téléfilm) : Andrea von Strucker (Vipère)
  - Sliders : Les Mondes parallèles (série télévisée) épisode Genesis : Marta
  - Pensacola: Wings of Gold (série télévisée) : lieutenant « Ice » Alexandra Jensen (34 épisodes, 1998-2000) (VF doublée par Nathalie Spitzer)
- 2000 : Titans (série télévisée) épisode Secrets & Thighs : Margo Dupree
- 2001 : Vacances en enfer : Cat Nelson
- 2001 : La Loi du fugitif (18 Wheels of Justice série télévisée) épisodes Hot Cars, Fast Women et Once a Thief : Katie Caldwell
- 2003 : 
  - Les Experts (CSI: Crime Scene Investigation série télévisée) épisodes Assume Nothing et All for Our Country : Mandy Klinefeld
  - Agence Matrix (Threat Matrix série télévisée) épisode Alpha-126 : Simone Benoit
- 2004 : La Vengeance des gargouilles (Gargoyle) (TV) : Jennifer Wells
- 2005 : Commander in Chief (série télévisée) épisode First Dance : Patya Kharkova
- 2006 :
  - Les Feux de l'amour (The Young and the Restless série télévisée) épisodes 1.8431, 1.8441, 1.8442 : Kara Ludwig
  - Shark (série télévisée) épisode Déjà Vu All Over Again : Whitney
- 2006-2007 : NCIS : Enquêtes spéciales (Navy NCIS: Naval Criminal Investigative Service série télévisée) : Regine Smidt
  - épisode Smoked (2006)
  - épisode Driven (2006)
  - épisode Blowback (2007)
  - épisode Trojan Horse (2007)
- 2008 : Hôpital central (série télévisée) (33 épisodes) : Sasha Donev
- 2010 : Enquêteur malgré lui (série télévisée) épisode Think Tank : Svetlana Progoyovic
- 2012 : Les experts: Manhattan (série télévisée) épisode Who's There? : Elizabeth Ferguson

### Publicité
- 1995 : Vidéo d'animation de point de vente : Citroën XM le dilemme